# Bizeljsko
Bizeljsko este o localitate din comuna Brežice, Slovenia, cu o populație de 681 de locuitori.